# Rouvres-en-Woëvre
 (avril 2016).
Si vous disposez d'ouvrages ou d'articles de référence ou si vous connaissez des sites web de qualité traitant du thème abordé ici, merci de compléter l'article en donnant les références utiles à sa vérifiabilité et en les liant à la section « Notes et références ».
Pour les articles homonymes, voir Rouvres.
Rouvres-en-Woëvre est une commune française située dans le département de la Meuse, en région Grand Est.

## Géographie

### Situation
La base d'hélicoptères du 3e RHC d'Étain Rouvres se situe à l'entrée du village.

#### Communes limitrophes
| Amel-sur-l'Étang | Amel-sur-l'Étang  |          |
| Étain            | Rouvres-en-Woëvre | Lanhères |
| Étain            | Lanhères          | Lanhères |

### Hydrographie

#### Réseau hydrographique
La commune est dans le bassin versant du Rhin au sein du bassin Rhin-Meuse. Elle est drainée par le ruisseau du Moulin de Darmont, le ruisseau de Rouvres, le ruisseau de Rosa et le ruisseau de l'Homme Noye,.
Le ruisseau du Moulin de Darmont, d'une longueur de 14 km, prend sa source dans la commune de Gondrecourt-Aix et se jette  dans l'Orne à Buzy-Darmont, après avoir traversé six communes. 

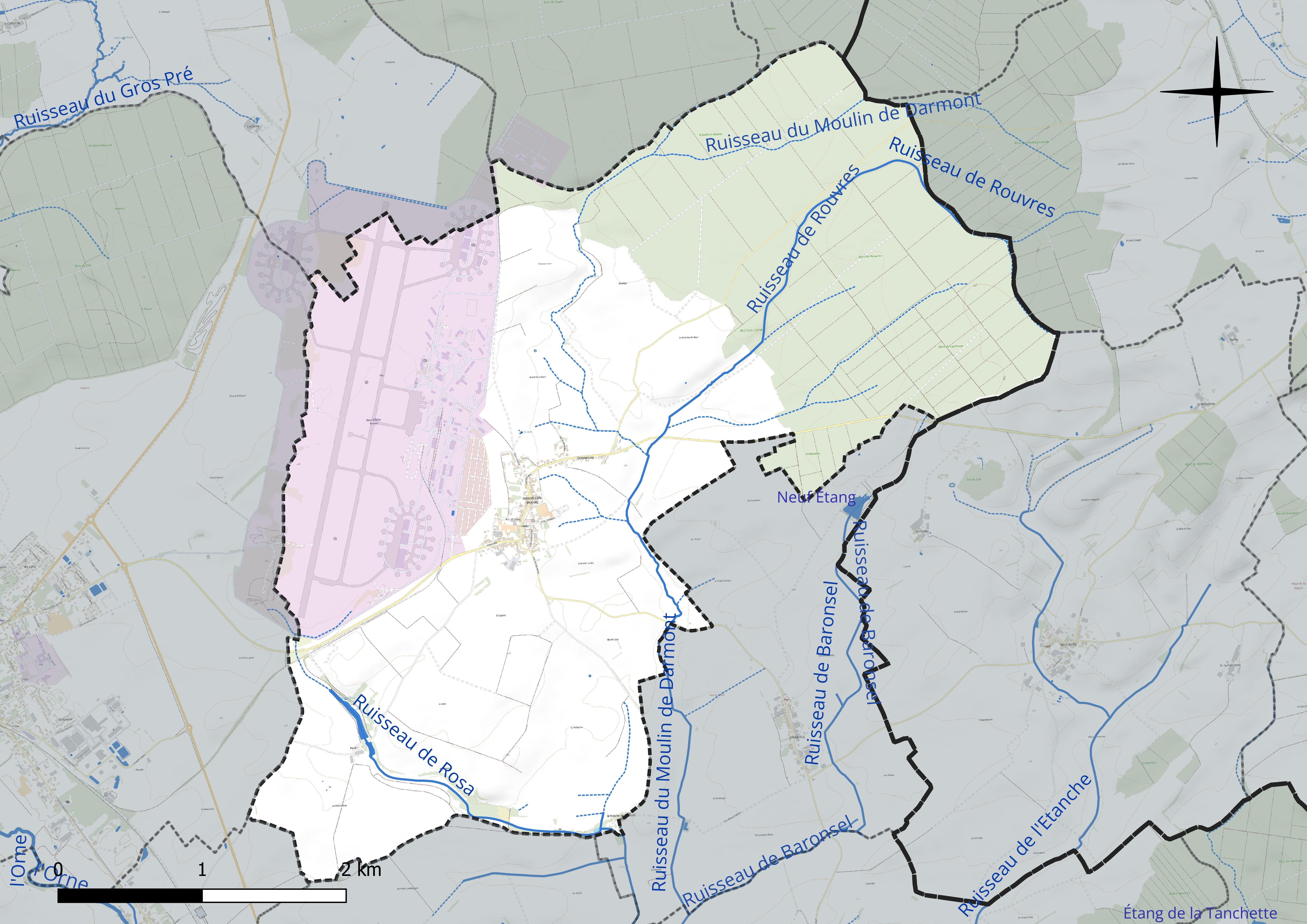
Réseau hydrographique de Rouvres-en-Woëvre.

#### Gestion et qualité des eaux
Le territoire communal est couvert par le schéma d'aménagement et de gestion des eaux (SAGE) « Bassin ferrifère ». Ce document de planification concerne le périmètre des anciennes galeries des mines de fer, des aquifères et des bassins versants hydrographiques associés qui s’étend sur 2 418 km2. Les bassins versants concernés sont celui de la Chiers en amont de la confluence avec l'Othain, et ses affluents (la Crusnes, la Pienne, l'Othain), celui de l'Orne et ses affluents et celui de la Fensch, le Veymerange, la Kiesel et les parties françaises du bassin versant de l'Alzette et de ses affluents (Kaylbach, ruisseau de Volmerange). Il a été approuvé le 27 mars 2015. La structure porteuse de l'élaboration et de la mise en œuvre est la région Grand Est. 
La qualité des cours d’eau peut être consultée sur un site dédié géré par les agences de l’eau et l’Agence française pour la biodiversité. 

### Climat
Pour des articles plus généraux, voir Climat du Grand Est et Climat de la Meuse.
En 2010, le climat de la commune est de type climat des marges montargnardes, selon une étude du Centre national de la recherche scientifique s'appuyant sur une série de données couvrant la période 1971-2000. En 2020, Météo-France publie une typologie des climats de la France métropolitaine dans laquelle la commune est dans une zone de transition entre le climat océanique altéré et le climat océanique altéré et est dans la région climatique  Lorraine, plateau de Langres, Morvan, caractérisée par un hiver rude (1,5 °C), des vents modérés et des brouillards fréquents en automne et hiver. 
Pour la période 1971-2000, la température annuelle moyenne est de 9,6 °C, avec une amplitude thermique annuelle de 16,2 °C. Le cumul annuel moyen de précipitations est de 841 mm, avec 13,2 jours de précipitations en janvier et 9,2 jours en juillet. Pour la période 1991-2020, la température moyenne annuelle observée sur la station météorologique installée sur la commune est de 10,8 °C et le cumul annuel moyen de précipitations est de 668,3 mm. 
La température maximale relevée sur cette station est de 40,2 °C, atteinte le 24 juillet 2019 ; la température minimale est de −15,4 °C, atteinte le 7 février 2012,,. 
| Mois                                  | jan.           | fév.           | mars           | avril         | mai           | juin          | jui.          | août          | sep.          | oct.          | nov.          | déc.           | année      |
| ------------------------------------- | -------------- | -------------- | -------------- | ------------- | ------------- | ------------- | ------------- | ------------- | ------------- | ------------- | ------------- | -------------- | ---------- |
| Température minimale moyenne (°C)     | 0,3            | −0,2           | 1,5            | 3,9           | 7,3           | 11,1          | 13            | 13            | 9,5           | 7,2           | 3,7           | 1,8            | 6          |
| Température moyenne (°C)              | 2,9            | 3,2            | 6,5            | 10            | 13,3          | 17,1          | 19,4          | 19,1          | 15,4          | 11,3          | 6,6           | 4,4            | 10,8       |
| Température maximale moyenne (°C)     | 5,6            | 6,5            | 11,4           | 16,1          | 19,3          | 23,1          | 25,8          | 25,3          | 21,2          | 15,3          | 9,4           | 6,9            | 15,5       |
| Record de froid (°C) date du record   | −14,5 16.01.21 | −15,4 07.02.12 | −12,1 15.03.13 | −5,9 04.04.22 | −2,6 03.05.21 | 3 05.06.12    | 3,7 31.07.15  | 3,1 26.08.18  | −1,4 20.09.12 | −5,7 29.10.12 | −7,8 30.11.16 | −12,4 17.12.22 | −15,4 2012 |
| Record de chaleur (°C) date du record | 13,6 15.01.20  | 20,3 27.02.19  | 24,9 31.03.21  | 27,9 21.04.18 | 32,4 28.05.17 | 35,7 22.06.17 | 40,2 24.07.19 | 37,2 19.08.12 | 34 15.09.20   | 26,9 13.10.23 | 21,6 02.11.20 | 17,6 31.12.22  | 40,2 2019  |
| Précipitations (mm)                   | 66,6           | 46,2           | 41,1           | 33,2          | 69,8          | 71,7          | 45,2          | 55            | 45,6          | 68,9          | 50,1          | 74,9           | 668,3      |

| Diagramme climatique                                  |             |             |             |             |              |            |          |             |             |            |            |
| J                                                     | F           | M           | A           | M           | J            | J          | A        | S           | O           | N          | D          |
| 5,60,366,6                                            | 6,5−0,246,2 | 11,41,541,1 | 16,13,933,2 | 19,37,369,8 | 23,111,171,7 | 25,81345,2 | 25,31355 | 21,29,545,6 | 15,37,268,9 | 9,43,750,1 | 6,91,874,9 |
| Moyennes : • Temp. maxi et mini °C • Précipitation mm |             |             |             |             |              |            |          |             |             |            |            |

Les paramètres climatiques de la commune ont été estimés pour le milieu du siècle (2041-2070) selon différents scénarios d'émission de gaz à effet de serre à partir des nouvelles projections climatiques de référence DRIAS-2020. Ils sont consultables sur un site dédié publié par Météo-France en novembre 2022.

## Urbanisme

### Typologie
Au 1er janvier 2024, Rouvres-en-Woëvre est catégorisée commune rurale à habitat dispersé, selon la nouvelle grille communale de densité à sept niveaux définie par l'Insee en 2022.
Elle est située hors unité urbaine. Par ailleurs la commune fait partie de l'aire d'attraction d'Étain, dont elle est une commune de la couronne,. Cette aire, qui regroupe 5 communes, est catégorisée dans les aires de moins de 50 000 habitants,.

### Occupation des sols
L'occupation des sols de la commune, telle qu'elle ressort de la base de données européenne d’occupation biophysique des sols Corine Land Cover (CLC), est marquée par l'importance des territoires agricoles (46,8 % en 2018), une proportion sensiblement équivalente à celle de 1990 (46,4 %). La répartition détaillée en 2018 est la suivante : 
terres arables (44,6 %), forêts (31,6 %), zones industrielles ou commerciales et réseaux de communication (19,8 %), prairies (2,2 %), zones urbanisées (1,8 %). L'évolution de l’occupation des sols de la commune et de ses infrastructures peut être observée sur les différentes représentations cartographiques du territoire : la carte de Cassini (XVIIIe siècle), la carte d'état-major (1820-1866) et les cartes ou photos aériennes de l'IGN pour la période actuelle (1950 à aujourd'hui).

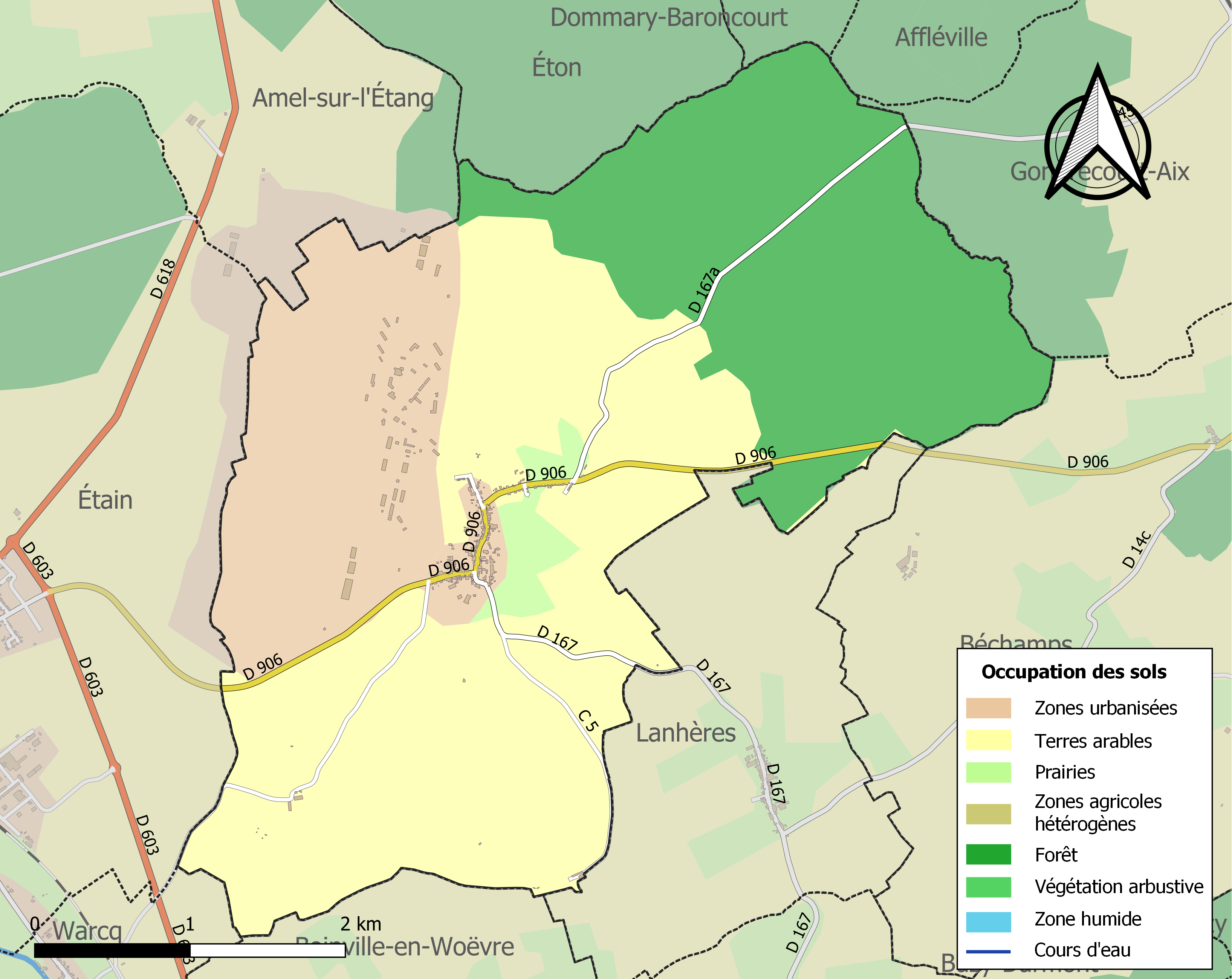
Carte des infrastructures et de l'occupation des sols de la commune en 2018 (CLC).

## Toponymie
Le nom de la localité est attesté sous les formes Rubrum (973) ; Bannum de Rubro (1166) ; Rouronicum, Rourum-vicum, Rourovicum (XIIe siècle) ; Rovre (1203) ; Rovra (1207) ; Rouvre (1248) ; Rovræ (1255) ; Rowre (1294) ; De Rubro (1304) ; Roronicum (1549) ; Rouve (1549) ; Rovreium (1738) ; Ruvera (1749) ; Ruvera in Vepria (1756).

Première mention : Rubrun, de robur, le « chêne rouvre ». Le toponyme Rouvres désigne alors le territoire d'une rouvraie (ou chênaie de chênes rouvres).
La Woëvre est une région naturelle du nord-est de la France, située dans la région Lorraine, essentiellement dans le département de la Meuse et pour une plus faible partie en Meurthe-et-Moselle voire dans le département des Vosges.

## Histoire
Terre donnée à l'abbaye Saint Paul de Verdun en 1240.
Affranchi en 1274 par les Florange et Robert de Watronville. Jadis : Barrois, bailliage et prévôté d'Etain.
L'ancien château du XIIIe siècle appartenait aux seigneurs d'Apremont puis aux comtes de Bar.
Le Moulin de Rouvres est mis en route en 1460.
Totalement détruit le 24 août 1914, l'infanterie bavaroise bombarde le village, avant de l'incendier et de massacrer une partie de la population, faisant 47 morts et 150 maisons détruites.
Au début des années 1950, Rouvres est un village typiquement lorrain avec de nombreuses fermes : Frizon, Perrin, Woisard, Billy, Goeury, Morin, François, Grandthil, Ro, Streiff, Besinius et ceux des écarts du Moulin et de Rosa. Il existait encore des commerces : trois débits de boisson, un tabac, une boucherie, un bazar/quincaillerie, une épicerie et une boulangerie, un petit bureau de poste tenu par le garde-champêtre, le tout pour une population d'environ 270 personnes. Le maire s'appelait Leloup.

## Politique et administration
| Période                                  | Période   | Identité           | Étiquette | Qualité |
| ---------------------------------------- | --------- | ------------------ | --------- | ------- |
| Les données manquantes sont à compléter. |           |                    |           |         |
| avant 1981                               |           | Pierre Mangeot     |           |         |
| mars 2001                                | mars 2008 | Serge Romanello    |           |         |
| mars 2008                                | août 2009 | Claude Guissard    |           |         |
| août 2009                                | mai 2020  | Lucie Dousster     |           |         |
| mai 2020                                 | En cours  | Marie-Pierre Meyer |           |         |

## Population et société

### Démographie

#### Évolution démographique
L'évolution du nombre d'habitants est connue à travers les recensements de la population effectués dans la commune depuis 1793. Pour les communes de moins de 10 000 habitants, une enquête de recensement portant sur toute la population est réalisée tous les cinq ans, les populations de référence des années intermédiaires étant quant à elles estimées par interpolation ou extrapolation. Pour la commune, le premier recensement exhaustif entrant dans le cadre du nouveau dispositif a été réalisé en 2004.

En 2022, la commune comptait 589 habitants, en évolution de −3,44 % par rapport à 2016 (Meuse : −4,4 %, France hors Mayotte : +2,11 %).
| 1793 | 1800 | 1806 | 1821 | 1831 | 1836 | 1841 | 1846 | 1851 |
| ---- | ---- | ---- | ---- | ---- | ---- | ---- | ---- | ---- |
| 517  | 550  | 581  | 551  | 653  | 718  | 700  | 725  | 772  |

| 1856 | 1861 | 1866 | 1872 | 1876 | 1881 | 1886 | 1891 | 1896 |
| ---- | ---- | ---- | ---- | ---- | ---- | ---- | ---- | ---- |
| 767  | 752  | 746  | 650  | 648  | 597  | 626  | 658  | 616  |

| 1901 | 1906 | 1911 | 1921 | 1926 | 1931 | 1936 | 1946 | 1954 |
| ---- | ---- | ---- | ---- | ---- | ---- | ---- | ---- | ---- |
| 586  | 534  | 493  | 257  | 304  | 266  | 264  | 244  | 385  |

| 1962 | 1968 | 1975 | 1982 | 1990 | 1999 | 2004 | 2006 | 2009 |
| ---- | ---- | ---- | ---- | ---- | ---- | ---- | ---- | ---- |
| 318  | 332  | 347  | 301  | 318  | 412  | 587  | 578  | 767  |

| 2014 | 2019 | 2022 | - | - | - | - | - | - |
| ---- | ---- | ---- | - | - | - | - | - | - |
| 614  | 592  | 589  | - | - | - | - | - | - |

## Culture locale et patrimoine

### Lieux et monuments

#### Édifices civils
- La mairie-école avec beffroi.
- Vestiges préhistoriques situé sur le passage du diverticule romain de Senon à Hannonville-au Passage.
- Rosa, déjà cité en 1049, ancienne cense de l'abbaye Saint Paul.
- Anciennes industries : moulin, carrières, apiculture, carrosserie, brasserie.

#### Édifices religieux

Chapelle de la base aérienne.

- L'église Saint-Julien, reconstruite de 1924 à 1932, remplace celle de 1864.
- La chapelle de la base aérienne (XXe siècle).

### Personnalités liées à la commune
- Adolphe Lalyre (1848-1933), peintre né à Rouvres le 1er octobre 1848 de Joseph Lalire, mécanicien demeurant à Rouvres, et de Françoise Claire Gillant.